# Pichu Pichu
O Pichu Pichu é um vulcão localizado na América do Sul, nos Andes Peruanos. Sua altitude é de 5664 metros. Fica na região de Arequipa, na província de Arequipa, na fronteira entre os distritos de Pocsi e Tarucani.
Num dos seus 7 cumes, dos quais somente alguns são de fácil acesso, está conservada uma plataforma cerimonial, na qual os Incas realizavam rituais e sacrifícios. O vulcão se encontra ao oriente da cidade de Arequipa, cerca de 32 km em linha reta. Durante algumas expedições feitas pelos arqueólogos José Antonio Chávez e Johan Reinhard foram achadas três múmias incas.

## Ver Também
- Vulcões no Peru